# Kuressaare (Viljandi)
Kuressaare (Duits: Kurresaar) is een plaats in de Estlandse provincie Viljandimaa, behorend tot de gemeente Viljandi vald. De plaats heeft de status van dorp (Estisch: küla).
Het dorp wordt doorgaans Kuressaare küla (Kuressaare-dorp) genoemd om het te onderscheiden van de stad Kuressaare op het eiland Saaremaa.
Tot in 2017 lag Kuressaare in de gemeente Tarvastu. In de herfst van dat jaar werd deze gemeente bij de gemeente Viljandi vald gevoegd.

## Bevolking
De ontwikkeling van het aantal inwoners blijkt uit het volgende staatje:
| Jaar            | 2000 | 2011 | 2021 |
| --------------- | ---- | ---- | ---- |
| Aantal inwoners | 73   | 67   | 64   |

## Ligging
In het zuiden en oosten ligt het dorp aan de rivier Tarvastu.

## Geschiedenis
Kuressaare werd voor het eerst genoemd in 1684 als Korser Hoff, een landgoed. Nog in de 17e eeuw werd het een kroondomein. In 1797 stond het landgoed bekend als Kurresaar. In hetzelfde jaar besloot de staat de inkomsten van het landgoed ten goede te laten komen aan het Adeliges Fräuleinstift in Fellin (Viljandi), een instelling die vergelijkbaar was met een begijnhof, maar dan voor adellijke dames van lutherse huize.
Het dorp Kuressaare stond tot in de 18e eeuw ook bekend als Sääsla. In 1977 werd het dorp Koidu afgesplitst van Kuressaare.